# Otto Stiehl
Otto Max Johannes Stiehl (* 24. Juni 1860 in Magdeburg; † 4. Juni 1940 in Bad Landeck in Schlesien (Lądek-Zdrój)) war ein deutscher Architekt, kommunaler Baubeamter, Fachschriftsteller und Hochschullehrer.

## Leben und Wirken

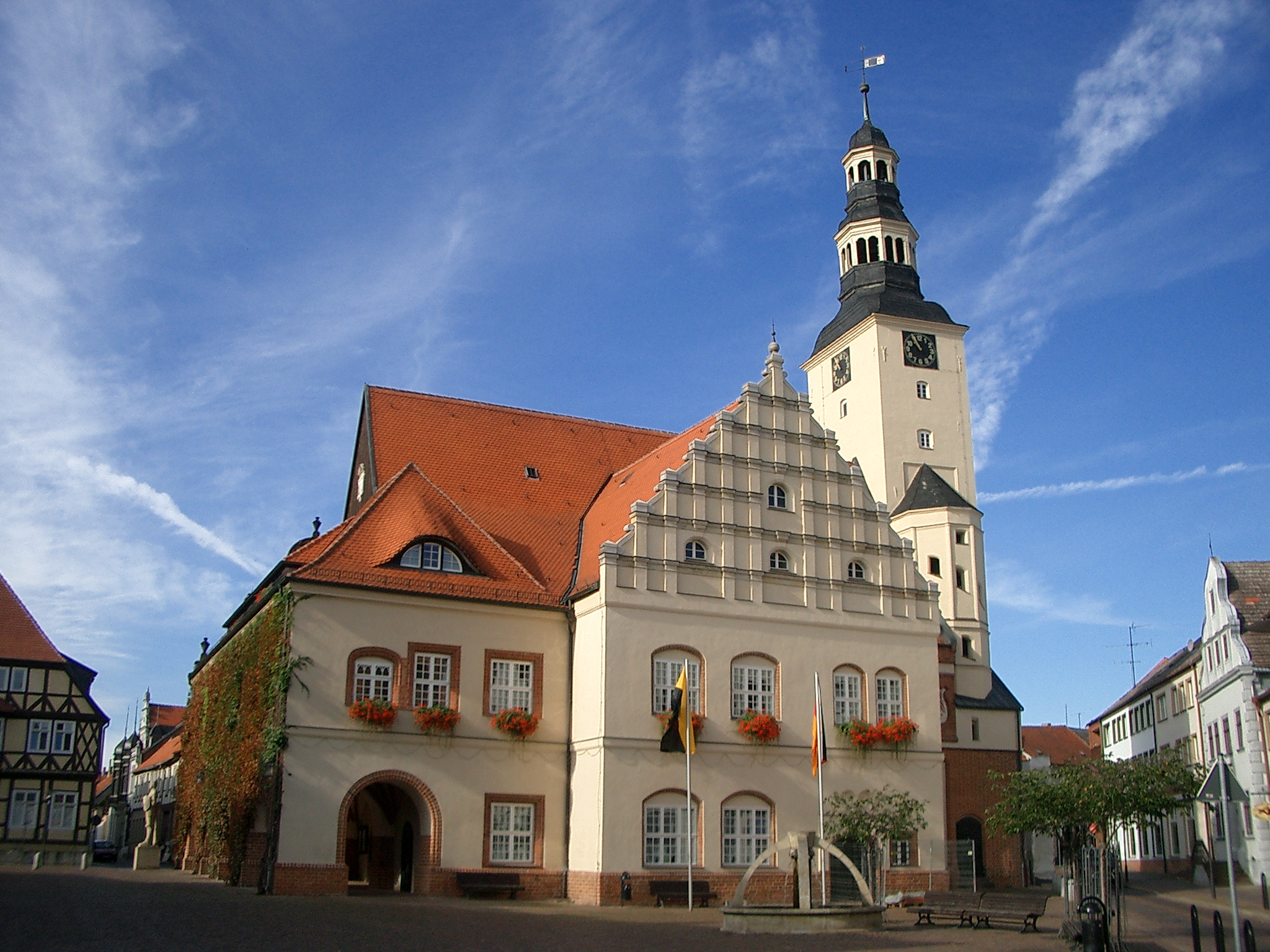
Rathaus Gardelegen

Stiehl studierte in den 1880er Jahren an der Technischen Hochschule (Berlin-)Charlottenburg Architektur bei Carl Schäfer. Aus dieser Zeit sind bereits erste Entwürfe für ein Künstlerhaus überliefert.
Unter dem Einfluss von Schäfer, der sich vor allem mit der Baukunst des Mittelalters befasste, begann Stiehl, neben seiner praktischen Tätigkeit Fachbücher über diesen Bereich zu verfassen. Sein Wissen konnte er durch Studienreisen in verschiedenen Länder vertiefen.
Nach Studienabschluss bekam er 1886 eine Anstellung als Magistratsarchitekt unter dem Berliner Stadtbaurat Ludwig Hoffmann. Er arbeitete als Regierungs- bzw. Stadt-Bauinspektor bei Entwürfen für kommunale Einrichtungen mit und war bei Baukontrollen eingesetzt. Nachweislich war er außer in Berlin und dem Umland auch in Schlesien und Polen tätig.
Im Jahr 1899 wurde er zusätzlich Privatdozent an der Technischen Hochschule Charlottenburg und erhielt dort 1904 eine Professur.
Stiehl war verheiratet und wohnte im damaligen Berliner Vorort Steglitz (heute Ortsteil Berlin-Steglitz), Lessingstraße 6 im Erdgeschoss eines Mehrfamilienhauses.
Am 19. November 1920 verlieh ihm die Technische Hochschule Braunschweig die Ehrendoktorwürde. Außerdem war Stiehl als Mitglied in die Preußische Akademie des Bauwesens berufen. Um 1923 beförderte ihn die Baubehörde des Berliner Magistrats zum Oberbaurat. 
1925 ging Otto Stiehl in den Ruhestand; er wurde auf dem Friedhof Steglitz begraben.

## Bauten und Entwürfe

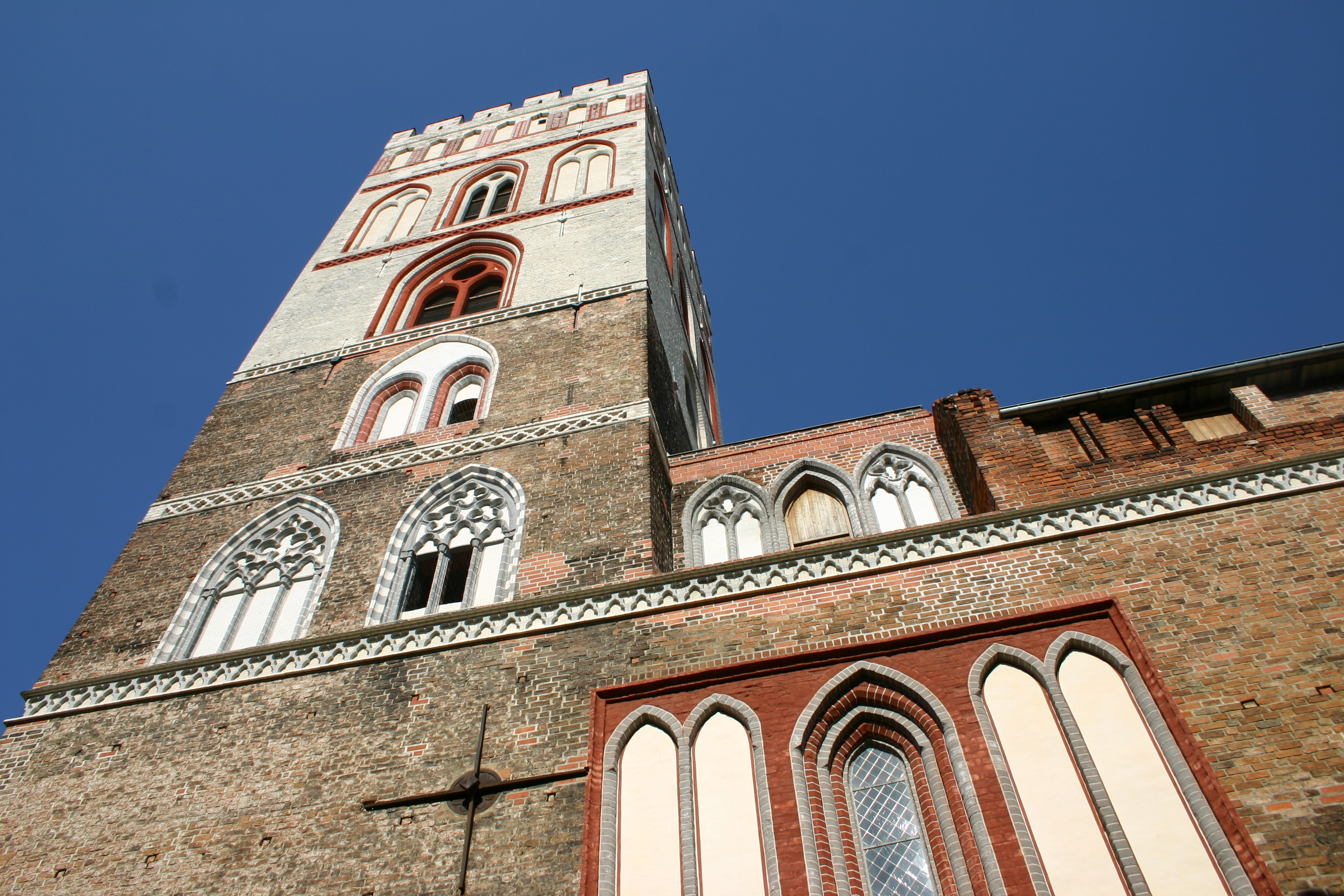
Detailansicht der rekonstruierten gotischen Farbfassungen an der Fassade der Marienkirche in Frankfurt (Oder)

- 1882: Entwurf für ein Künstlerhaus[11]
- 1888: Wettbewerbsentwurf (im Rahmen der Monatskonkurrenz des Architekten-Vereins zu Berlin) für einen Schutzbau über dem Einstiegsschacht einer Tropfsteinhöhle[12]
- 1893/1894: Haus des Akademischen Vereins „Hütte“ in Berlin, in der Nähe des Stadtbahnhofs Tiergarten (zusammen mit Theodor Kampffmeyer)[13]
- bis 1900: Restaurierung und Erweiterung der aus dem 15. Jahrhundert stammenden katholischen Pfarrkirche St. Georg in Münsterberg (heute Ziębice in Polen) (Backsteinarbeiten: Westfassade, Langhaus, Querhaus, Chor, Turm)[14]
- 1910: Entwurfsskizze für die Schaufassade vom Wasserturm in Bernau bei Berlin
- 1900/1901: Kühlhaus II der Gesellschaft für Markt- und Kühlhallen in Berlin-Kreuzberg, Luckenwalder Straße 3 (mit Theodor Kampffmeyer)[15]
- 1902: Kaufhaus Neu-Kölln in Berlin, Märkischer Platz 1 (gemeinsam mit Theodor Kampffmeyer; im Zweiten Weltkrieg zerstört)[14][16]

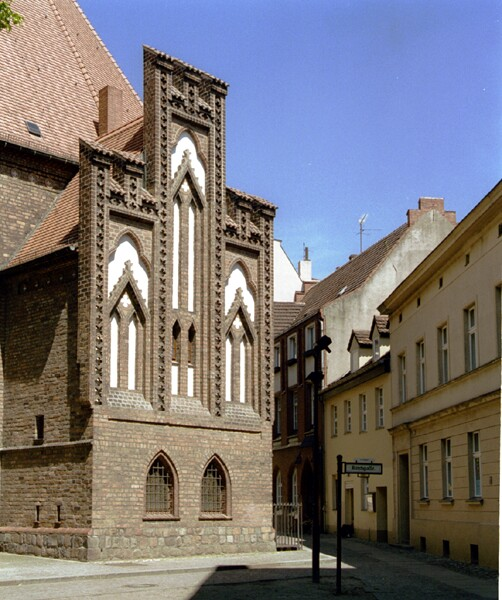
Giebel auf der Südseite der Kirche St. Nikolai in Berlin-Spandau

- 1902/1903: Anbau des Staffelgiebels an der Südkapelle der St.-Nikolai-Kirche in Berlin-Spandau[17]
- 1902–1904: 240./254. Gemeindedoppelschule in Berlin-Moabit, Waldenser Straße 20/21 (zusammen mit Ludwig Hoffmann, Georg Matzdorff und Carl Roemert)[18]
- 1903–1906: Restaurierung des Südgiebels des Rathauses in Frankfurt (Oder)
Mit seinen Kenntnissen über Bauten des Mittelalters gelang es Stiehl, nach Freilegung vorhandener Reste die ursprüngliche beeindruckende Farbfassung von schwarz, grün, rot und weiß, teilweise direkt auf die Backsteine aufgetragen, wieder sichtbar zu machen.[3]
- 1905/1906: Schule in Berlin-Wedding, Bochumer Straße (Mitarbeit)
Die erhaltenen Gebäudeteile werden seit 1937 bis heute von der Staatlichen Technikerschule Berlin genutzt.[19]
- 1907: Rekonstruktion des Salzwedeler Tors in der Stadtmauer von Gardelegen[20]
- 1907: Turnhalle für eine 1891 errichtete Schule in Berlin-Moabit, Alt-Moabit / Wilsnacker Straße
Der eingeschossige, gedrungene Backsteinbau mit Walmdach ordnet sich durch Rundbogenfenster und schmucklose Backsteinflächen den benachbarten Kirchenbauwerken von Karl Friedrich Schinkel und Friedrich August Stüler relativ unauffällig unter.[4]
- 1907: Schulneubau in Berlin-Friedrichshain, Zwinglistraße (Mitarbeit)[19]
- 1908/1909: Feuerwache Friedrichshain, Memeler Straße (seit 1950 Marchlewskistraße)[14]
- 1910: Römische Villa für die II. Ton-, Zement- und Kalkindustrie-Ausstellung Berlin 1910[21]
- 1914: Turnhalle (mit Schulküche) als Erweiterung der 1895 fertiggestellten 168./182./189. Gemeindeschule in Berlin-Moabit (Architekten Hermann Blankenstein und Fridolin Zekeli)[22]
- 1913/1914: Rathaus n Tangermünde (Backsteinbau mit Schmuckfassade)[14]
- 1914/1915: Totalrekonstruktion und Erweiterungsbau zum Rathaus in Gardelegen (aus teilweise verputztem Backsteinmauerwerk; An den Umbauarbeiten zum Rathaus war ebenfalls der Baumeister Tobias Thieme beteiligt („Hausmannsturm“).)[14]
- 1915/1916: Gedenkstein für die Tataren in Zehrensdorf (heute zu Wünsdorf gehörend)
Die Tataren waren zusammen mit weiteren Ausländern im Ersten Weltkrieg von den Alliierten eingesetzt worden und gerieten in deutsche Kriegsgefangenschaft. Rund 600 Kämpfer starben und erhielten auf dem früheren Dorffriedhof ihre letzte Ruhestätte. Das Preußische Kriegsministerium veranlasste die Errichtung der Kriegsgräbergedenkstätte. Der Stein nach Entwurf vom Architekten Otto Stiehl, der in dieser Zeit stellvertretender Kommandant der Wünsdorfer Sonderlager war, enthielt folgende Inschrift in Deutsch und Turkotatarisch: „Grabstätte der kriegsgefangenen mohammedanischen Kasan Tartaren, die unter der Regierung Wilhelm II. während des Weltkriegs starben“. Das Tatarendenkmal wurde während des Bayramfestes (dem Fest des Fastenbrechens) im August 1916 unter Anwesenheit türkischer Offiziere und des Botschafters eingeweiht. Für die anderen Verstorbenen sind weitere Gedenksteine errichtet worden. In den darauf folgenden Jahrzehnten geriet der Friedhof in Vergessenheit, die Natur überwucherte vieles und die spätere Lage im Lager der Sowjetischen Streitkräfte tat das Ihrige. Im Jahr 1995 erfolgte seine Restaurierung.[23]

## Schriften
- Carl Schaefer (Autor), Otto Stiehl (Hrsg.): Die mustergültigen Kirchenbauten des Mittelalters in Deutschland. Geometrische und photographische Aufnahmen nebst Beispielen der originalen Bemalung. Ernst Wasmuth, Berlin 1892.
- Backsteinbauten romanischer Zeit besonders in Oberitalien und Norddeutschland. Leipzig 1898.
- Altarmenische Backsteintechnik. In: Prometheus, Illustrirte Wochenschrift über die Fortschritte in Gewerbe, Industrie und Wissenschaft, 12. Jahrgang 1901.
- Mittelalterliche Baukunst und Gegenwart. (Festrede, gehalten im Architekten-Verein zu Berlin zum Schinkelfest 1903) Wilhelm Ernst & Sohn, Berlin 1903.
- Neuere technisch-künstlerische Bestrebungen im Backsteinbau. In: Bautechnische Zeitschrift. 19. Jahrgang 1904, S. 386 f.
- Die Sammlung und Erhaltung alter Bürgerhäuser. Denkschrift im Auftrag des vom 5ten Tag für Denkmalpflege eingesetzten Ausschusses. Wilhelm Ernst & Sohn, Berlin 1905.
- Das Deutsche Rathaus Im Mittelalter. In Seiner Entwickelung geschildert... Leipzig 1905.
- Die Baustile. Historische und technische Entwicklung. (= Handbuch der Architektur, Teil 2, Band 4: Die romanische und die gotische Baukunst. 2. Heft: Der Wohnbau des Mittelalters.) In 1. Auflage bearbeitet vom Geheimen Rat Direktor Dr. August von Essenwein. Zweite Auflage von Professor Otto Stiehl, Magistratsbaurat und Privatdozent an der Technischen Hochschule Berlin. Alfred Kröner / J. M. Gebhardt’s Verlag, Leipzig 1908.
- Neues vom Backsteinbau. In: Berliner Architekturwelt, 10. Jahrgang 1907/1908, Heft 2 (Mai 1907), S. 45–48.
- Vom Stammbaum der Schleswig-Holsteinischen Backsteinbauten. In: Schleswig-Holsteinischer Kunstkalender, 1914, S. 30–42 (Digitalisat).
- Unsere Feinde. 96 Charakterköpfe aus deutschen Kriegsgefangenenlagern. Stuttgart 1916. (Digitalisat der Staatsbibliothek zu Berlin.) (Fotos von Kriegsgefangenen des Ersten Weltkriegs.)
- Die Baukunst, ein Werkstein zum Neuaufbau des deutschen Geistes. (Festrede zum Schinkelfest des Architekten-Vereins zu Berlin am 13. März 1920) Hoffmann, Stuttgart 1920.
- Backsteinbauten in Norddeutschland und Dänemark. (= Bauformen-Bibliothek, Band 17.) Hoffmann, Stuttgart 1923.
- Der Weg zum Kunstverständnis. Eine Schönheitslehre nach der Anschauung des Baukünstlers. Walter de Gruyter, Berlin 1930.
- Neuere Veröffentlichungen zur Geschichte des märkischen Backsteinbaues. In: Forschungen zur brandenburgischen und preußischen Geschichte, 45. Jahrgang 1933, S. 454f.
- Backsteinbau. In: Reallexikon zur Deutschen Kunstgeschichte, Bd. 1, Stuttgart 1937, Sp. 1340–1345. (Abschrift auf rdklabor.de, abgerufen am 30. Januar 2024).